# Fête de la BD et du livre pour enfants
 (juillet 2019).
Si vous disposez d'ouvrages ou d'articles de référence ou si vous connaissez des sites web de qualité traitant du thème abordé ici, merci de compléter l'article en donnant les références utiles à sa vérifiabilité et en les liant à la section « Notes et références ».
La Fête de la BD et du livre pour enfants est une manifestation organisée en  octobre, et pour la première fois en 1993. Depuis septembre 2001, la Fête de la BD et du livre pour enfants se déroule à Andenne (Belgique).

## Fête de la BD
Au fil des années, la manifestation a évolué dans la région andennaise. La manifestation dure sur deux journées. Elle porte sur la littérature jeunesse et la bande dessinée jeunesse.
Au programme du week-end :
- séances de dédicaces ;
- exposition sur un auteur mis à l'honneur ;
- bourse aux collections ;
- remise du prix Jeunes Talents de la Communauté Française de Belgique ;
- animations et ateliers pour enfants.

## Palmarès

### Prix de la ville d'Andenne
Prix décerné pour l'ensemble de son œuvre
- 2001 Édouard Aidans,
- 2002 Willy Lambil,
- 2003 Christian Lamquet,
- 2004 Denis Bodart,
- 2005 Yves Swolfs,
- 2006 Frank Pé ,
- 2007 Claude Laverdure,
- 2008 Francis Porcel,
- 2009 Antonio Lapone.

### Prix de la Grande Ourse
Décerné à un auteur présent pour un album publié pendant la dernière année
- 2001 Alain Henriet pour l'album Quatre saisons en enfer de la série John Doe,
- 2002 Philippe Sternis pour l'album Robinson,
- 2003 Émile Bravo pour Un départ précipité de la série Jules,
- 2004 Stéphane Louis pour l'album Tessa, agent intergalactique,
- 2005 Boris Miroir pour l'album Sans Queue ni Tête,
- 2006 Pierre Alary pour l'album Belladone,
- 2007 Yuio & Niko Henrichon pour l'album Frères de la Côte & Pride of Bagdad,
- 2008 Philippe Nihoul pour le scénario de Commando Torquemada,
- 2009 Alexandre Tefenkgi pour l'album Tranquille Courage.